# Adam Gottron
Adam Bernhard Gottron (* 11. Oktober 1889 in Mainz; † 29. Oktober 1971 ebenda) war ein deutscher römisch-katholischer Priester, Lokal- und Musikhistoriker sowie Ehrenbürger der Stadt Mainz.

## Leben und Werk
Adam Gottron war in seiner Jugend in Mainz ein Freund von Romano Guardini und unterstützte ihn bei den Juvenen. Nach Studien in Freiburg, wo er 1911 zum Dr. phil. promoviert wurde, Gießen und Innsbruck wurde er 1917 in Mainz zum Priester geweiht. 1919 bis 1922 war er Assistent im Konvikt in Dieburg, Subrektor am Konvikt in Bensheim und Kaplan an St. Ludwig in Darmstadt. 1922 wurde er Religionslehrer an der Liebigschule in Darmstadt, 1927 Studentenseelsorger der TH Darmstadt. Von 1933 bis zu seinem Ruhestand 1954 war er Studienrat für den katholischen Religionsunterricht am Humanistischen Gymnasium in Mainz. Von 1933 bis 1962 war er Diözesanpräses der Cäcilienvereine, später der Kirchenchöre im Bistum Mainz.
Papst Pius XII. ehrte Gottron am 5. Februar 1955 für seine Verdienste mit dem Ehrentitel Päpstlicher Hausprälat.
Neben seiner Tätigkeit als Religionslehrer war Adam Gottrons Forschungsgebiet die Geschichte der Kirchenmusik in Kurmainz. 1960 erhielt er eine Honorarprofessur für mittelrheinische Musikgeschichte mit dem Schwerpunkt Geistlichen Musik in Kurmainz an der Universität Mainz. 1961 gründete er mit Franz Bösken die Arbeitsgemeinschaft für mittelrheinische Musikgeschichte. Am 23. Juni 1962 wurde er Ehrenbürger der Stadt Mainz. Sein Grab befindet sich auf dem Mainzer Domfriedhof.

## Veröffentlichungen (Auswahl)
Siehe die Bibliographie bei Renate Grether: Verzeichnis des Schrifttums von Adam Gottron. In: Mainzer Zeitschrift. Band 53, 1959, S. 84–89.
- Ramon Lulls Kreuzzugsideen (= Abhandlungen zur mittleren und neueren Geschichte. Band 39). Rothschild, Berlin 1912 (= Dissertation Freiburg 1911).
- 1000 Jahre Musik in Mainz. Kupferberg, Berlin 1941; 2. neu bearbeitete Auflage Kupferberg, Mainz 1964.
- Die Pfarrgrenze von Schloßborn nach der Bardo-Urkunde 1043. In: Archiv für mittelrheinische Kirchengeschichte. Band 1, 1949.
- Das älteste Walldürner Wallfahrtslied. In: Archiv für mittelrheinische Kirchengeschichte. Band 1. 1949.
- Der alte Mainzer liturgische Farbenkanon. In: Archiv für mittelrheinische Kirchengeschichte. Band 2, 1950, S. 300–308
- Mozart und Mainz. Mainz 1951.
- Tausend Jahre Mainzer Musik. Ausstellungskatalog Gutenberg-Museum, Mainz 1955.
- Der Dom zu Mainz. München, 1955.
- Franz Adam Landvogt. Regensburg 1955. Unveränderter Nachdruck Mainz 1991.
- Beiträge zur Geschichte des Mainzer Weihbischofs Johann Edmund Gedult von Jungenfeld. In: Archiv für mittelrheinische Kirchengeschichte. Band 9, 1957, S. 95–117.
- Stationsgebräuche an der Aschaffenburger Stiftskirche. In: Aschaffenburger Jahrbuch. Band 4, 1957, S. 537–542.
- Die Entlassung des Kurmainzer Hofkapellmeisters Johann Zach. In: Mainzer Almanach. 1957, S. 145–151.
- Tagebuch des Pfarrers Turin von St. Ignaz. In: Mainzer Almanach. 1958, S. 152–182.
- Mainzer Musikgeschichte von 1500 bis 1800 (= Beiträge zur Geschichte der Stadt Mainz. Band 18). Mainz 1959.
- Kleine Beitrāge zur Mainzer Musikgeschichte, I: Die Selbstbiographie des Bassisten Ludwig Fischer aus Mainz. In: Mainzer Almanach 1959, ISSN 0177-3895, S. 113–125.
- Der Komponist P. Alexius Molitor, O. Er. S. Aug., ein Student der Mainzer Universität. In: Jahrbuch der Vereinigung „Freunde der Universität Mainz“. Band 9, 1959, S. 48–52.
- Arnold Rucker, Orgelmacher von Seligenstadt. (= Beiträge zur mittelrheinischen Musikgeschichte. Nr. 3). Mainz 1962.
- Musik in sechs mittelrheinischen Männerklöstern im 18. Jahrhundert. In: Festschrift für Erich Schenk = Studien zur Musikwissenschaft. Beihefte der Denkmäler der Tonkunst in Österreich. 25. Band, 1962, S. 214–230, JSTOR:41465228.
- Joseph Paris Feckler. Kurmainzer Hofkapellmeister 1728–1735. In: Archiv für Musikwissenschaft. 19. Jahrgang, Heft 3/4, 1963, S. 186–193.